# Olgina
Olgina är en småköping (estniska: alevik) i Vaivara kommun i landskapet Ida-Virumaa i nordöstra Estland. Orten ligger strax norr om Riksväg 1 (E20), väster om staden Narva.
I kyrkligt hänseende hör orten till Narva församling inom den Estniska evangelisk-lutherska kyrkan.